# 婚外恋愛に似たもの
「婚外恋愛に似たもの」は、宮木あや子による短編小説。2015年光文社より発売。
本編は6編の連作短編集になっており、各編の主人公の共通点は人妻、35歳、そして男性アイドルユニット「スノーホワイツ」の熱狂的ファンであること。
2018年にdTVでドラマ化。関西テレビにて地上波放送もなされた。

## あらすじ

### アヒルは見た目が10割
顔も、成績も、なんでも上から三番目の女・桜井美佐代の物語。
夫はテレビ局のプロデューサーで、高校生のアイドルグループ・KGB64にハマっている。
ある日、美佐代は夫から「この家から出て行ってくれないか？」と言われる。
夫はKGB64の「さなちゃん」に枕営業され、さなちゃんと一緒に暮らすと言う。
美佐代はキャッシングで200万円を作り、スノーホワイツの神田みらい（みらきゅん）に会うため公演をハシゴする。
8日後、美佐代が自宅へ戻ると夫はすでに「さなちゃん」に振られていた。
夫はコスプレのためにKGB64の新しい衣装を美佐代を渡し、二人は三年ぶりにセックスをする。

### 何故若者は35年生きると死にたくなるのか
顔も、生活レベルも、なんでも下から三番目の女・益子昌子の物語。
スノーホワイツが出演する「大感謝祭」の当落メールが届く当日、益子はレジ打ちのパートをしていた。
当落メールが届いた瞬間、接客中にもかかわらず彼女は携帯を確認し、「当選のご案内」の文字に歓喜する。
その時、益子が接客していた客も同じように携帯をチェックし、その客は激しく落胆した。
益子は思い切って客に声をかけた。
「もしかして今の、『大感謝祭』の当落ですか」
声をかけられた客は桜井美佐代。
益子は二枚分で当選したので、一枚を美佐代に譲るという。

### ぬかみそっ！
美貌も、学力も、稼ぐ力も、常に上から一番の女・隅谷雅の物語。
スノーホワイツがバックダンサーで出演する香港公演の当日、雅はかつて外資大手で部下だった桜井美佐代と奇跡的に隣の席で再会する。
雅が帰国すると、実の父親から「隅谷雅はショタコン犯罪者」という怪文書が流されていた。
事情を知った桜井美佐代は、雅がレズだという怪文書を流したらどうかと提案する。
美佐代は益子昌子を紹介し、雅と益子が下着姿でイチャついている写真を撮った上で怪文書を流した。

### 小料理屋の盛り塩を片付けない
顔も、頭脳も、生活も、すべてが凡庸な女・山田真美の物語。
真美はスノーホワイツのメンバー同士のBL小説サイトにもハマっている。
ある日、推しの写真を買うためにディセンバーズストアへ行くと、神田みらいの写真をチェックしている美しい女（桜井美佐代）がいた。
真美は思わず声をかけ、ランチを誘う。
美佐代は隅谷雅とランチの約束をしていたので、そこに真美を連れていく。

### その辺のフカフカ
デブでブスで、勉強もできない、全てが最低レベルの女・片岡真弓の物語。
真弓は8年前にBL作家としてデビューしたが、3年前に連載が打ち切られた。
現在はパン工場で働きながら、スノーホワイツのメンバーをモデルにした妄想BL小説を携帯サイトにアップしている。
ある日、山田真美から真弓の妄想BL小説に拍手コメントが届く。
二人は携帯サイト上でやりとりするようになり、山田真美が真弓をスノーホワイツの舞台に誘うコメントを送り、真弓もOKする。
舞台当日、真弓を見つけた山田真美は「一緒に入るお友達です」と言って桜井美佐代、隅谷雅、益子昌子を紹介する。

### 茄子のグリエ〜愛して野良ルーム2
2月になり、スノーホワイツ初の単独コンサートが開催された。
コンサート直後の焼肉屋さんで、5人はそれぞれ異なった立場から意見を言い合う。
二次会のカフェへ向かう途中、ディセンバーズストアの店員が携帯電話で話しているところに遭遇した5人は、スノーホワイツが翌日にメジャーデビューすることを知り、言葉にできない感情を共有する。